# Murray McEachern
Murray McEachern (* 16. August 1915 in Toronto; † 28. April 1982 in Malibu, Kalifornien) war ein kanadischer Jazz-Posaunist und Altsaxophonist.

## Leben und Werk
Als Kind studierte McEachern zunächst Violine am Toronto Conservatory of Music; mit zwölf hatte er einen ersten Konzertauftritt als Solist in der Massey Hall. Als Jugendlicher lernte er Saxophon und Klarinette, spielte bei Lucio Agostini und trat beim Sender CRBC mit Percy Faith auf. Später kamen weitere Instrumente, wie Posaune, Bass und Trompete hinzu.
1936 zog er nach Chicago, wo er bald Posaunist in Benny Goodmans Big Band wurde. Er arbeitete außerdem im Jack Hylton Orchester und danach als Saxophonist und Posaunist im Casa Loma Orchestra, das von 1937 bis 1941 von Glen Gray geleitet wurde. 1941 wechselte McEachern zum Paul Whiteman Orchester; kurz danach war er als Musiker in der Truppenunterhaltung während des Zweiten Weltkrieges tätig. 1947 arbeitete er im Phil Moore Orchester.
Seine weitere Karriere setzte er in den Hollywood Filmstudios fort, als Solist war er in Filmen wie  The Glenn Miller Story, Paris Blues und The Benny Goodman Story. zu hören. In späteren Jahren nahm er Schallplatten unter eigenem Namen auf, tourte 1972 durch Europa und arbeitete 1973 kurze Zeit im Duke Ellington Orchestra; von 1974 bis 1977 leitete er das Tommy Dorsey Orchestra (Ghost Band).

## Diskographische Hinweise
Alben unter eigenem Namen
- Murray McEachern... and friends (Klavier Records)
- Music for Sleepwalkers Only (Key Records EP, 1956)
- Caress (Capitol)
- Warm Trombone (Dot)

mit Anita O’Day und Billy May
- Anita O'Day And Billy May Swing Rodgers and Hart (Verve)

mit Benny Goodman
- Benny Goodman Performance Recordings (MGM)

mit Phil Moore
- Phil Moore - Concerto For Piano And Orchestra - Concerto For Trombone And Orchestra (Discovery)